# Игор Андрејев
Игор Валерјевич Андрејев (рус. Игорь Валерьевич Андреев; рођен 14. јула 1983. у Москви) је бивши руски професионални тенисер који је свој најбољи пласман у синглу достигао 3. новембра 2008. када је заузимао 18. место на АТП листи.

## Каријера
Тенис је почео да игра са седам година у Москви, у спортском центру Спартак. Када је имао 15 година преселио се у Валенсију где је избрусио свој тениски таленат. Форхенд је сматрао својим најбољим ударцем а подлоге на којима је највише волео да наступа су шљака и тврда гринсет (енгл. GreenSet). Идол током одрастања му је био Андре Агаси. Добитник је награде за кам-бек играча 2007. године.
У каријери је освојио три титуле у синглу (Валенсија, Палермо и Москва) и једну у дублу. Познат је као последњи играч који је савладао Рафаела Надала на овој подлози пре чувене Надалове серије на шљаци од 81 узастопне победе.
На гренд слем турнирима највећи успех је остварио на Ролан Гаросу 2007. када се пласирао у четвртфинале после победе над Маркосом Багдатисом.
Био је члан Дејвис куп репрезентације Русије у којој је у 2007. године добио одлучујуће мечеве у сусретима са Чилеом и Немачком које је репрезентација Русије добила са 3:2 што ју је одвело у финале Светске групе Дејвис купа 2007.
2013. је објавио повлачење из професионалног тениса, а као главни разлог навео је бројне повреде које су довеле до доношења ове одлуке.
У априлу 2018. постављен је за селектора Фед куп репрезентације Русије након повлачења Анастасије Мискине са те функције.

## Приватни живот
Игоров отац Валериј је бизнисмен, а мајка Марина домаћица. Има једног млађег брата, Никиту, који такође игра тенис. Од хобија издваја се хокеј а омиљени тим му је ХК Динамо Москва. Говори три језика: руски, енглески и шпански.
Андрејев је био у вишегодишњој вези са руском тенисерком Маријом Кириленко а заједно су неколико пута наступали на гренд слем турнирима у конкуренцији мешовитих парова.

## АТП финала

### Појединачно: 9 (3–6)
| Легенда                        |
| ------------------------------ |
| Гренд слем турнири (0–0)       |
| Завршно првенство сезоне (0–0) |
| АТП мастерс 1000 (0–0)         |
| АТП 500 (0–0)                  |
| АТП 250 (3–6)                  |

| Финала по подлози |
| ----------------- |
| Тврда (0–1)       |
| Шљака (2–5)       |
| Трава (0–0)       |
| Тепих (1–0)       |

| Финала по локацији |
| ------------------ |
| Отворено (2–6)     |
| Дворана (1–0)      |

| Исход     | Бр. | Датум               | Турнир                 | Подлога   | Противник         | Резултат           |
| --------- | --- | ------------------- | ---------------------- | --------- | ----------------- | ------------------ |
| Финалиста | 1.  | 11. јул 2004.       | Гштад, Швајцарска      | Шљака     | Роџер Федерер     | 2–6, 3–6, 7–5, 3–6 |
| Финалиста | 2.  | 19. септембар 2004. | Букурешт, Румунија     | Шљака     | Хосе Акасусо      | 3–6, 0–6           |
| Победник  | 1.  | 10. април 2005.     | Валенсија, Шпанија     | Шљака     | Давид Ферер       | 6–3, 5–7, 6–3      |
| Финалиста | 3.  | 18. септембар 2005. | Букурешт, Румунија (2) | Шљака     | Флоран Сера       | 3–6, 4–6           |
| Победник  | 2.  | 2. октобар 2005.    | Палермо, Италија       | Шљака     | Филипо Воландри   | 0–6, 6–1, 6–3      |
| Победник  | 3.  | 16. октобар 2005.   | Москва, Русија         | Тепих (д) | Никола Кифер      | 5–7, 7–6(7–3), 6–2 |
| Финалиста | 4.  | 14. јануар 2006.    | Сиднеј, Аустралија     | Тврда     | Џејмс Блејк       | 2–6, 6–3, 6–7(3–7) |
| Финалиста | 5.  | 13. јул 2008.       | Гштад, Швајцарска (2)  | Шљака     | Виктор Ханеску    | 3–6, 4–6           |
| Финалиста | 6.  | 20. јул 2008.       | Умаг, Хрватска         | Шљака     | Фернандо Вердаско | 6–3, 4–6, 6–7(4–7) |

### Парови: 2 (1–1)
| Легенда                        |
| ------------------------------ |
| Гренд слем турнири (0–0)       |
| Завршно првенство сезоне (0–0) |
| АТП мастерс 1000 (0–0)         |
| АТП 500 (0–0)                  |
| АТП 250 (1–1)                  |

| Финала по подлози |
| ----------------- |
| Тврда (0–0)       |
| Шљака (0–0)       |
| Трава (0–0)       |
| Тепих (1–1)       |

| Финала по локацији |
| ------------------ |
| Отворено (0–0)     |
| Дворана (1–1)      |

| Исход     | Бр. | Датум             | Турнир         | Подлога   | Партнер           | Противници                  | Резултат      |
| --------- | --- | ----------------- | -------------- | --------- | ----------------- | --------------------------- | ------------- |
| Победник  | 1.  | 17. октобар 2004. | Москва, Русија | Тепих (д) | Николај Давиденко | Махеш Бупати Јонас Бјеркман | 3–6, 6–3, 6–4 |
| Финалиста | 1.  | 16. октобар 2005. | Москва, Русија | Тепих (д) | Николај Давиденко | Макс Мирни Михаил Јужни     | 1–5, 1–5      |

## Остала финала

### Тимска такмичења: 2 (0–2)
| Исход     | Бр. | Датум                  | Турнир                               | Подлога   | Партнери                                        | Противници                                     | Резултат |
| --------- | --- | ---------------------- | ------------------------------------ | --------- | ----------------------------------------------- | ---------------------------------------------- | -------- |
| Финалиста | 1.  | 30. нов – 2. дец 2007. | Дејвис куп, Портланд, САД            | Тврда (д) | Николај Давиденко Михаил Јужни Дмитриј Турсунов | Енди Родик Џејмс Блејк Мајк Брајан Боб Брајан  | 1–4      |
| Финалиста | 2.  | 24. мај 2008.          | Екипно првенство, Диселдорф, Немачка | Шљака     | Михаил Јужни Дмитриј Турсунов                   | Робин Седерлинг Томас Јохансон Роберт Линдстед | 1–2      |